# Японская соня
Японская соня (лат. Glirulus japonicus) — вид грызунов монотипического рода японские сони семейства соневые. Эндемик Японии. Обитает в умеренных лесах. В отличие от остальных сонь, японские сони обладают удивительной способностью быстро бегать вниз головой, повисая на ветках. Основная пища — нектар и пыльца, хотя кормящие самки поедают насекомых.